# Medalla de Oro del AIA
La Medalla de Oro del AIA es concedida por el Instituto Americano de Arquitectos (American Institute of Architects, AIA) otorgado "por el Comité Nacional de Directores del AIA en reconocimiento de un significativo trabajo de influencia duradera en la teoría y en la práctica de la arquitectura".
Es el mayor galardón del Instituto. Desde 1947, la medalla ha sido más o menos anual. En los últimos años la Medalla de Oro ha sido eclipsada por el mejor publicitado Premio Pritzker.
En 2014 fue entregada por primera vez a una mujer, Julia Morgan, a título póstumo. La medalla de 2016 se otorga por primera vez a una pareja después del cambio de estatutos de la organización en 2013 en la que abrió esta posibilidad.

## Lista de ganadores de la Medalla de Oro del AIA
| Año  | Premiado                             | País                                |
| ---- | ------------------------------------ | ----------------------------------- |
| 1907 | Aston Webb (1849–1930)               | Reino Unido                         |
| 1909 | Charles Follen McKim (1847–1909)     | Estados Unidos                      |
| 1911 | George Browne Post (1837–1913)       | Estados Unidos                      |
| 1914 | Jean Louis Pascal (1837–1920)        | Francia                             |
| 1922 | Victor Laloux (1850–1937)            | Francia                             |
| 1923 | Henry Bacon (1866–1924)              | Estados Unidos                      |
| 1925 | Bertram Goodhue (1869–1924)          | Estados Unidos                      |
| 1925 | Edwin Lutyens (1869–1944)            | Reino Unido                         |
| 1927 | Howard Van Doren Shaw (1869–1926)    | Estados Unidos                      |
| 1929 | Milton Bennett Medary (1874–1929)    | Estados Unidos                      |
| 1933 | Ragnar Östberg (1866–1945)           | Suecia                              |
| 1938 | Paul Philippe Cret (1876–1945)       | Francia / Estados Unidos            |
| 1944 | Louis Sullivan (1856–1924)           | Estados Unidos                      |
| 1947 | Eliel Saarinen (1873–1950)           | Finlandia                           |
| 1948 | Charles Donagh Maginnis (1867–1955)  | Irlanda / Estados Unidos            |
| 1949 | Frank Lloyd Wright (1867–1959)       | Estados Unidos                      |
| 1950 | Patrick Abercrombie (1879–1957)      | Reino Unido                         |
| 1951 | Bernard Maybeck (1862–1957)          | Estados Unidos                      |
| 1952 | Auguste Perret (1874–1954)           | Francia                             |
| 1953 | William Adams Delano (1874–1960)     | Estados Unidos                      |
| 1955 | Willem Marinus Dudok (1884–1974)     | Países Bajos                        |
| 1956 | Clarence Stein (1882–1975)           | Estados Unidos                      |
| 1957 | Louis Skidmore (1897–1962)           | Estados Unidos                      |
| 1957 | Ralph Thomas Walker (1889–1973)      | Estados Unidos                      |
| 1958 | John Wellborn Root (1850–1891)       | Estados Unidos                      |
| 1959 | Walter Gropius (1883–1969)           | Alemania                            |
| 1960 | Ludwig Mies van der Rohe (1886–1969) | Alemania                            |
| 1961 | Le Corbusier (1887–1965)             | Suiza                               |
| 1962 | Eero Saarinen (1910–1961)            | Finlandia / Estados Unidos          |
| 1963 | Alvar Aalto (1898–1976)              | Finlandia                           |
| 1964 | Pier Luigi Nervi (1891–1979)         | Italia                              |
| 1966 | Kenzō Tange (1913–2005)              | Japón                               |
| 1967 | Wallace Harrison (1895–1981)         | Estados Unidos                      |
| 1968 | Marcel Breuer (1902–1981)            | Hungría                             |
| 1969 | William Wilson Wurster (1895–1973)   | Estados Unidos                      |
| 1970 | Buckminster Fuller (1895–1983)       | Estados Unidos                      |
| 1971 | Louis Kahn (1901–1974)               | Estados Unidos                      |
| 1972 | Pietro Belluschi (1895–1973)         | Italia / Estados Unidos             |
| 1977 | Richard Neutra (1882–1970)           | Alemania                            |
| 1978 | Philip Johnson (1906–2005)           | Estados Unidos                      |
| 1979 | Ieoh Ming Pei                        | China / Estados Unidos              |
| 1981 | Josep Lluís Sert (1902–1983)         | España                              |
| 1982 | Romaldo Giurgola                     | Italia / Estados Unidos / Australia |
| 1983 | Nathaniel Alexander Owings           | Estados Unidos                      |
| 1985 | William Wayne Caudill (1914–1983)    | Estados Unidos                      |
| 1986 | Arthur Charles Erickson              | Canadá                              |
| 1989 | Joseph Esherick (1914–1998)          | Estados Unidos                      |
| 1990 | E. Fay Jones (1921–2004)             | Estados Unidos                      |
| 1991 | Charles Willard Moore (1925–1993)    | Estados Unidos                      |
| 1992 | Benjamin C. Thompson (1918–2002)     | Estados Unidos                      |
| 1993 | Kevin Roche                          | Estados Unidos                      |
| 1993 | Thomas Jefferson (1743–1826)         | Estados Unidos                      |
| 1994 | Norman Foster                        | Reino Unido                         |
| 1995 | César Pelli                          | Argentina                           |
| 1997 | Richard Meier                        | Estados Unidos                      |
| 1999 | Frank Gehry                          | Estados Unidos / Canadá             |
| 2000 | Ricardo Legorreta                    | México                              |
| 2001 | Michael Graves                       | Estados Unidos                      |
| 2002 | Tadao Ando                           | Japón                               |
| 2004 | Samuel Mockbee (1944–2001)           | Estados Unidos                      |
| 2005 | Santiago Calatrava                   | España                              |
| 2006 | Antoine Predock                      | Estados Unidos                      |
| 2007 | Edward Larrabee Barnes (1915–2004)   | Estados Unidos                      |
| 2008 | Renzo Piano                          | Italia                              |
| 2009 | Glenn Murcutt                        | Australia                           |
| 2010 | Peter Bohlin                         | Estados Unidos                      |
| 2011 | Fumihiko Maki                        | Japón                               |
| 2012 | Steven Holl                          | Estados Unidos                      |
| 2013 | Thom Mayne                           | Estados Unidos                      |
| 2014 | Julia Morgan                         | Estados Unidos                      |
| 2015 | Moshe Safdie                         | Canadá                              |
| 2016 | Robert Venturi y Denise Scott Brown  | Estados Unidos                      |
| 2017 | Paul Revere Williams                 | Estados Unidos                      |
| 2018 | James Stewart Polshek                | Estados Unidos                      |
| 2019 | Richard Rogers                       | Reino Unido                         |
| 2020 | Marlon Blackwell                     | Estados Unidos                      |
| 2021 | Edward Mazria                        | Estados Unidos                      |
| 2022 | Angela Brooks y Lawrence Scarpa      | Estados Unidos                      |
| 2023 | Carol Ross Barney                    | Estados Unidos                      |